# Remedello
Remedello é uma comuna italiana da região da Lombardia, província de Bréscia, com cerca de 2.996 habitantes. Estende-se por uma área de 21 km², tendo uma densidade populacional de 143 hab/km². Faz fronteira com Acquafredda, Asola (MN), Casalmoro (MN), Fiesse, Gambara, Isorella, Visano.

## Demografia
| Variação demográfica do município entre 1861 e 2011                               |
|                                                                                   |
| Fonte: Istituto Nazionale di Statistica (ISTAT) - Elaboração gráfica da Wikipedia |